# Zaria, Nigeria
Zaria este un oraș situat în partea de nord a Nigeriei, în statul Kaduna.